# Мейц, Дон
Дон Мейц (англ. Don Maitz, род. 10 июня 1953) — американский художник-фантаст и иллюстратор. Дважды лауреат премии Хьюго в категории «Лучший профессиональный художник». Его коллеги из Ассоциации художников научной фантастики и фэнтези десять раз удостаивали его премии Чесли за выдающиеся достижения. Обладатель Серебряной медали Превосходства от Сообщества иллюстраторов.
Его иллюстрациями среди прочих были украшены обложки книг Айзека Азимова, Рэя Брэдбери, Кэролайн Черри, Стивена Кинга, Джина Вулфа, Майкла Муркока и Раймонда Фэйста.

## Биография
Начал карьеру художника-фантаста ещё до окончания в 1975 году Пайерской школы искусств. Его ранние работы были в основном посвящены фэнтези, однако он создавал обложки и для книг в жанре научной фантастики, например переиздания серии рассказов Айзека Азимова «Лаки Стар», издания 1979 года романа Барри Молзберга «Beyond Apollo» и первых изданий четырёхтомника «Книга Нового Солнца» Джина Вулфа. В 1980 году Мейц стал лауреатом Всемирной премии фэнтези.
Творчество Мейца не ограничилось только фантастикой. Так в 1982 году он создал ставшего популярным пиратского капитана для марки рома Captain Morgan компании Seagram, что в свою очередь привело к новым заказам на пиратскую тематику.
Мейц вместе с Майклом Уэланом являлись наиболее заметными иллюстраторами в области научной фантастики в 80-е годы. Хотя Мейц регулярно номинировался на премию Хьюго как лучший профессиональный художник, свою первую премию он получил только в 1990 году (и затем вторую в 1993), большую часть премий за эти годы взял Уэлан. В 1988 году Ассоциация художников научной фантастики и фэнтези вручила Мейцу две премии Чесли, в дальнейшем он ещё 8 раз становился её лауреатом. В 1990 году художник стал лауреатом Inkpot Award.
Были выпущены два сборника его работ: First Maitz (1988) и Dreamquests: The Art of Don Maitz (1993).
В 2012 году вышла настольная карточная игра про пиратов Raiding Parties с иллюстрациями Мейца.

## Личная жизнь
С 1989 года Мейц женат на писательнице в жанре фэнтези и художнице Дженни Вуртс и живёт во Флориде.